# Guillermo Santana
Guillermo Santana (Lanús, Argentina, 5 de julio de 1990) es un futbolista argentino. Juega de lateral derecho y su equipo actual es  Talleres (RdE).

## Trayectoria
Realizó las divisiones inferiores en Quilmes, club en el cual debutó en 2011, pero al no tener mucha continuidad pasó, a préstamo, a Estudiantes (BA). A mediados de 2012, regresó a Quilmes pero al no ser tenido en cuenta, se le extendió el préstamo en Estudiantes (BA). En junio de 2013 arribó a Acassuso, club en el cual jugó hasta el año 2017 siendo contratado por Barracas Central. En 2018 pasó a Talleres (RdE).

## Clubes
| Club             | País      | Año             |
| ---------------- | --------- | --------------- |
| Quilmes          | Argentina | 2011            |
| Estudiantes (BA) | Argentina | 2011 - 2013     |
| Acassuso         | Argentina | 2013 - 2017     |
| Barracas Central | Argentina | 2017 - 2018     |
| Talleres (RdE)   | Argentina | 2018 - Presente |